# Vidua camerunensis
Il combassù o combassou del Camerun, noto anche come vedova del Camerun (Vidua camerunensis (Grote, 1922)), è un uccello passeriforme della famiglia Viduidae.

## Etimologia
Il nome scientifico della specie, camerunensis, è un riferimento all'areale occupato dalla specie: il suo nome comune altro non è che una traduzione di quello scientifico.

## Descrizione

### Dimensioni
Misura 10–11 cm di lunghezza, per 11-14 g di peso.

### Aspetto
Si tratta di uccelli dall'aspetto slanciato, muniti di testa arrotondata, becco forte e conico, ali appuntite e coda dalla punta squadrata: nel complesso, il combassù della Nigeria è molto simile al combassù del Senegal.
La specie presenta dicromatismo sessuale, particolarmente evidente durante il periodo degli amori: i maschi sono completamente neri, con remiganti bruno-dorate, una macchia bianca sotto l'ala (visibile solo quando l'animale dispiega le ali) e riflessi metallici bluastri su area dorsale e ventrale.

Le femmine, invece, presentano piumaggio molto più sobrio e quasi completamente privo di nero, tendente al bruno dorsalmente (con ali e coda più scure) e al grigio-biancastro ventralmente, con testa munita di fronte, vertice, nuca e di una banda che va dalla tempia al lato del collo di colore bruno scuro e di sopracciglio bianco-grigiastro.

In ambedue i sessi il becco è di colore bianco-grigiastro, gli occhi sono di color bruno scuro e le zampe sono di color carnicino.

## Biologia
La specie è essenzialmente diurna: questi uccelli tendono, all'infuori del periodo degli amori (quando i maschi divengono territoriali) ad aggregarsi a stormi misti di estrildidi e ploceidi, muovendosi assieme ad essi alla ricerca di cibo ed acqua e condividendo con essi i posatoi per la notte al riparo nel folto della vegetazione.

### Alimentazione
Si tratta di uccelli granivori: la loro dieta è composta in massima parte da semi di piante erbacee rinvenuti in genere al suolo (in particolar modo di fonio, del quale questi animali sono molto ghiotti), ma comprende anche in misura minore altri alimenti sia di origine vegetale (piccole bacche e frutti, germogli e foglioline tenere) che animale (insetti ed altri piccoli invertebrati).

### Riproduzione
La stagione riproduttiva coincide con la fase finale della stagione delle piogge e con quella delle specie bersaglio, estendendosi da ottobre a gennaio: i combassù del Camerun mostrano parassitismo di cova nei confronti di un'ampia gamma di estrildidi (soprattutto amaranto becco blu e amaranto becco nero, ma anche amaranto nero ed amaranto di Dybowski).
I maschi corteggiano le femmine cantando da posatoi in evidenza, arruffando le penne, saltellando e scacciando eventuali intrusi: dopo l'accoppiamento, esse depongono di nascosto all'interno dei nidi delle specie parassitate 2-4 uova, per poi allontanarsi.

I pulli schiudono dopo circa due settimane dalla deposizione: essi nascono ciechi ed implumi, e presentano caruncole ai lati della bocca e disegno golare identici a quelli della specie parassitata, risultando quindi da essi indistinguibili. I pulli coabitano coi loro fratellastri, seguendo il loro ciclo di crescita (involo a tre settimane dalla schiusa, indipendenza a un mese e mezzo di vita) e spesso condividendo con la propria famiglia adottiva anche lo stormo di appartenenza.

## Distribuzione e habitat
A dispetto del nome comune, la vedova del Camerun è diffusa (sebbene in maniera discontinua) in gran parte della Guinea, occupando un areale che comprende Guinea-Bissau, Mali sud-occidentale, area di confine fra Guinea e Sierra Leone, Costa d'Avorio centrale, Ghana e Togo settentrionali, Nigeria centrale e sud-orientale, Camerun centrale e meridionale, Ciad meridionale, Repubblica Centrafricana occidentale ed area di confine fra Sudan del Sud e Congo (del quale abita anche una piccola area al confine col Congo-Brazzaville sud-orientale): la distribuzione di questi uccelli è tuttavia ancora incerta (anche in virtù della somiglianza fra le varie specie, spesso differenziate unicamente in base alle specie bersaglio, con le quali socializzano anche al di fuori del periodo degli amori), con alcune popolazioni nella zona di confine Ciad-Repubblica Centrafricana ed in Etiopia occidentale (attualmente ascritte a V. larvaticola) che potrebbero consistere in esponenti di questa specie.
L'habitat di questi uccelli è rappresentato dalla foresta a galleria, dalle aree cespugliose ed erbose nei pressi di fonti permanenti di acqua dolce, nonché dal limitare delle zone boschive: essi si adattano inoltre senza particolari problemi alla presenza umana, colonizzando ad esempio i bordi delle strade che tagliano le foreste o le aree coltivate.